# Élections législatives de 1928 en Ille-et-Vilaine
Les élections législatives en Ille-et-Vilaine ont lieu les dimanches 22 avril 1928 et 29 avril 1928.
Elles ont pour but d'élire les 8 députés représentant le département à la Chambre des députés pour un mandat de quatre années.

## Élections partielles durant le précédent mandat
- Aucune élection partielle ne fut organisée de 1924 à 1928.

## Mode de scrutin
On retourne au système en vigueur de 1889 à 1914. Seul changement, le ballotage à lieu une semaine après le premier tour et non deux comme précédemment.
Il y a un redécoupage pour les deux circonscriptions de Rennes, passant d'un découpage "ville-campagne" à un découpage "nord-sud".
L'élection se fait au scrutin d'arrondissement, soit un mode uninominal majoritaire à deux tours.
La circonscription pour l'élection est l'arrondissement.
Le scrutin est individuel, chaque arrondissement élisant un député.
Les arrondissements qui ont plus de cent mille habitants sont divisés. Dans ce cas on élit un député par circonscription électorale.
L'article 18 précise qu'il faut réunir pour être élu au premier tour :
1. La majorité absolue des suffrages exprimés ;
2. Un nombre de suffrages égal au quart des électeurs inscrits.

Au deuxième tour la majorité relative suffit. En cas d'égalité c'est le plus âgé qui est élu.

## Députés sortants
| Députés | Députés                           | Parti                                   | Fonctions lors de l'élection en 1928 |
| ------- | --------------------------------- | --------------------------------------- | --- |
|         | Ferdinand Baston de La Riboisière | Républicain national                    | Ancien sénateur (1906-1919), conseiller général et maire de Louvigné-du-Désert. Propriétaire agricole, châtelain du Château de Monthorin.       |
|         | Alexandre Lefas                   | Républicain national                    | Président du Conseil Général, conseiller de Saint-Aubin-du-Cormier. Avocat, Professeur de Droit à l'Université de Lille, Propriétaire agricole. |
|         | Gustave Poussineau                | Républicain national                    | 1er adjoint au maire de Dinard. Ancien Officier de cavalerie, Propriétaire agricole.                                                            |
|         | Georges Bret                      | Républicain national                    | Conseiller général du Sel-de-Bretagne. Docteur en Droit, Propriétaire agricole.                                                                 |
|         | Olivier-François Ameline          | Républicain national                    | Juge au Tribunal de commerce de Saint-Malo. Négociant en Grains, Propriétaire agricole.                                                         |
|         | Armand Le Douarec                 | Républicain national                    | Conseiller d'arrondissement de Rennes-Nord-Est. Avoué à la Cour d'appel de Rennes, Croix de guerre.                                             |
|         | René Marcille                     | Indépendants de droite-Action française | Vice-président de la Chambre de Commerce de Rennes. Avocat, Administrateur de Caisse d'épargne.                                                 |
|         | Édouard Thuau                     | Républicain national                    | Conseiller municipal de Paramé. Industriel de la Fonderie.                                                                                      |

## Résultats par arrondissement

### Arrondissement de Fougères
Fougères regroupe tous les cantons de l'arrondissement.
| Candidats      | Candidats         | Étiquette      | Premier tour | Premier tour |
| Candidats      | Candidats         | Étiquette      | Voix         | %            |
| -------------- | ----------------- | -------------- | ------------ | ------------ |
|                | Alexandre Lefas * | Répub. nat     | 11 139       | 57,73        |
|                | Henri Rebuffé     | Radical        | 5 520        | 28,61        |
|                | Joseph Fournier   | SFIO           | 2 277        | 11,80        |
|                | Pierre Martin     | PC-SFIC        | 360          | 1,87         |
|                |                   |                |              |              |
| Inscrits       | Inscrits          | Inscrits       | 22 018       | 100,00       |
| Votants        | Votants           | Votants        | 19 697       | 89,46        |
| Abstention     | Abstention        | Abstention     | 2 321        | 10,54        |
| Blancs et nuls | Blancs et nuls    | Blancs et nuls | 471          | 2,39         |
| Exprimés       | Exprimés          | Exprimés       | 19 226       | 97,96        |

*sortant

### Arrondissement de Montfort
Montfort regroupe tous les cantons de l'ancien arrondissement.
- Le docteur Bouchard retire sa candidature juste avant le premier tour.

| Candidats      | Candidats           | Étiquette                   | Premier tour | Premier tour | Ballotage | Ballotage |
| Candidats      | Candidats           | Étiquette                   | Voix         | %            | Voix      | %         |
| -------------- | ------------------- | --------------------------- | ------------ | ------------ | --------- | --------- |
|                | Armand Le Douarec * | Répub. nat-PDP              | 5 878        | 48,14        | 5 707     | 47,28     |
|                | Alphonse Barbot     | Répub. de gauche            | 4 761        | 38,99        | 6 316     | 52,32     |
|                | Raymond André       | SFIO                        | 979          | 8,02         |           |           |
|                | Dr Bouchard         | Répub. nat-Action française | 475          | 3,89         | 475       | 0,26      |
|                | Louis Vézin         | PC-SFIC                     | 114          | 0,93         | 18        | 0,14      |
|                |                     |                             |              |              |           |           |
| Inscrits       | Inscrits            | Inscrits                    | 14 522       | 100,00       | 14 522    | 100,00    |
| Votants        | Votants             | Votants                     | 12 660       | 87,18        | 12 336    | 84,95     |
| Abstention     | Abstention          | Abstention                  | 1 862        | 12,82        | 2 186     | 15,05     |
| Blancs et nuls | Blancs et nuls      | Blancs et nuls              | 449          | 3,55         | 264       | 2,14      |
| Exprimés       | Exprimés            | Exprimés                    | 12 211       | 96,45        | 12 072    | 97,86     |

*sortant

### Arrondissement de Redon
Redon regroupe tous les cantons de l'arrondissement.
| Candidats      | Candidats        | Étiquette                   | Premier tour | Premier tour |
| Candidats      | Candidats        | Étiquette                   | Voix         | %            |
| -------------- | ---------------- | --------------------------- | ------------ | ------------ |
|                | Georges Bret *   | Répub. nat-Action française | 11 189       | 60,81        |
|                | Henri Duclos     | Répub. de gauche-ADS        | 4 809        | 26,14        |
|                | Charles Trémèges | SFIO                        | 2 126        | 11,55        |
|                | Émile Coffre     | PC-SFIC                     | 276          | 1,50         |
|                |                  |                             |              |              |
| Inscrits       | Inscrits         | Inscrits                    | 22 176       | 100,00       |
| Votants        | Votants          | Votants                     | 18 931       | 85,37        |
| Abstention     | Abstention       | Abstention                  | 3 245        | 14,63        |
| Blancs et nuls | Blancs et nuls   | Blancs et nuls              | 531          | 2,80         |
| Exprimés       | Exprimés         | Exprimés                    | 18 400       | 97,20        |

*sortant

### Arrondissement de Rennes

#### 1recirconscription
Rennes-1 (Nord) regroupe les cantons de Rennes-Nord-Ouest, Rennes-Nord-Est, Hédé, Liffré, et de Saint-Aubin-d'Aubigné.
- Jacques Gonnon[8] se désiste pour le candidat radical au scrutin de ballotage.

| Candidats      | Candidats       | Étiquette         | Premier tour | Premier tour | Deuxième tour | Deuxième tour |
| Candidats      | Candidats       | Étiquette         | Voix         | %            | Voix          | %             |
| -------------- | --------------- | ----------------- | ------------ | ------------ | ------------- | ------------- |
|                | Étienne Pinault | Répub. nat-PDP    | 8 362        | 44,96        | 9 215         | 49,20         |
|                | Adolphe Herbert | Radical ind.      | 5 084        | 27,33        | 9 117         | 48,68         |
|                | Jacques Gonnon  | SFIO              | 2 683        | 14,43        |               |               |
|                | Charles Laurent | Répub. socialiste | 1757         | 9,45         |               |               |
|                | Roger Géry      | PC-SFIC           | 713          | 3,83         | 328           | 1,75          |
|                | Mr Péré         |                   | -            | -            | 69            | 0,37          |
|                |                 |                   |              |              |               |               |
| Inscrits       | Inscrits        | Inscrits          | 22 612       | 100,00       | 22 612        | 100,00        |
| Votants        | Votants         | Votants           | 18 974       | 83,91        | 18 871        | 83,46         |
| Abstention     | Abstention      | Abstention        | 3 638        | 16,09        | 3 741         | 16,54         |
| Blancs et nuls | Blancs et nuls  | Blancs et nuls    | 375          | 1,98         | 142           | 0,75          |
| Exprimés       | Exprimés        | Exprimés          | 18 599       | 98,02        | 18 729        | 99,25         |

#### 2ecirconscription
Rennes-2 (sud) regroupe les cantons de Rennes-Sud-Ouest, Rennes-Sud-Est, Châteaugiron, Janzé et de Mordelles.
| Candidats      | Candidats                 | Étiquette          | Premier tour | Premier tour | Deuxième tour | Deuxième tour |
| Candidats      | Candidats                 | Étiquette          | Voix         | %            | Voix          | %             |
| -------------- | ------------------------- | ------------------ | ------------ | ------------ | ------------- | ------------- |
|                | François Guérault         | Répub. de gauche   | 4 946        | 27,90        | 10 025        | 58,33         |
|                | Léon Thébault             | Radical socialiste | 3 622        | 20,43        | 6 678         | 38,86         |
|                | Étienne Bourrut-Lacouture | URD-JP             | 3 598        | 20,30        | 36            | 0,21          |
|                | Eugène Quessot            | SFIO               | 2 403        | 13,56        |               |               |
|                | Félix Deldon              | URD-PDP            | 1 849        | 10,43        |               |               |
|                | Marcel Carré              | PC-SFIC            | 1 108        | 6,25         | 447           | 2,60          |
|                |                           |                    |              |              |               |               |
| Inscrits       | Inscrits                  | Inscrits           | 20 998       | 100,00       | 20 998        | 100,00        |
| Votants        | Votants                   | Votants            | 17 894       | 85,22        | 17 376        | 82,75         |
| Abstention     | Abstention                | Abstention         | 3 104        | 14,78        | 3 622         | 17,25         |
| Blancs et nuls | Blancs et nuls            | Blancs et nuls     | 368          | 2,06         | 190           | 1,09          |
| Exprimés       | Exprimés                  | Exprimés           | 17 526       | 97,94        | 17 186        | 98,91         |

### Arrondissement de Saint-Malo

#### 1recirconscription
Saint-Malo-1 regroupe les cantons de Saint-Malo, Cancale, Dol-de-Bretagne, Pleine-Fougères.
| Candidats      | Candidats                        | Étiquette                 | Premier tour | Premier tour | Deuxième tour | Deuxième tour |
| Candidats      | Candidats                        | Étiquette                 | Voix         | %            | Voix          | %             |
| -------------- | -------------------------------- | ------------------------- | ------------ | ------------ | ------------- | ------------- |
|                | Charles Guernier *               | Gauche radicale-All. Dèm. | 6 486        | 48,97        | 8 331         | 70,33         |
|                | Alphonse Gasnier-Duparc          | Radical socialiste        | 3 050        | 23,03        |               |               |
|                | Fernand Jézéquel                 | SFIO                      | 2 153        | 16,25        | 3 212         | 27,96         |
|                | Eugène Brager de La Ville-Moysan | Action française          | 1 252        | 9,45         | 122           | 1,03          |
|                | Charles Manceau                  | PC-SFIC                   | 305          | 2,30         | 180           | 1,52          |
|                |                                  |                           |              |              |               |               |
| Inscrits       | Inscrits                         | Inscrits                  | 16 321       | 100,00       | 16 321        | 100,00        |
| Votants        | Votants                          | Votants                   | 13 454       | 82,43        | 12 258        | 75,11         |
| Abstention     | Abstention                       | Abstention                | 2 867        | 17,57        | 4 063         | 24,89         |
| Blancs et nuls | Blancs et nuls                   | Blancs et nuls            | 208          | 1,55         | 413           | 3,37          |
| Exprimés       | Exprimés                         | Exprimés                  | 13 246       | 98,45        | 11 845        | 96,63         |

*sortant

#### 2ecirconscription
Saint-Malo-2 regroupe les cantons de Châteauneuf-d'Ille-et-Vilaine, Combourg, Pleurtuit, Tinténiac et de Saint-Servan.
| Candidat       | Candidat        | Étiquette          | Premier tour | Premier tour |
| Candidat       | Candidat        | Étiquette          | Voix         | %            |
| -------------- | --------------- | ------------------ | ------------ | ------------ |
|                | Guy La Chambre  | Répub. de gauche   | 7 756        | 55,32        |
|                | Robert Surcouf  | Radical-socialiste | 3 512        | 25,05        |
|                | Victor Fritz    | SFIO               | 2 110        | 15,05        |
|                | Jean Pony       | Répub. Nat         | 394          | 2,81         |
|                | Georges Gicquel | PC-SFIC            | 249          | 1,78         |
|                |                 |                    |              |              |
| Inscrits       | Inscrits        | Inscrits           | 17 158       | 100,00       |
| Votants        | Votants         | Votants            | 14 239       | 82,99        |
| Abstention     | Abstention      | Abstention         | 2 919        | 17,01        |
| Blancs et nuls | Blancs et nuls  | Blancs et nuls     | 218          | 1,53         |
| Exprimés       | Exprimés        | Exprimés           | 14 021       | 98,47        |

### Arrondissement de Vitré
Vitré regroupe tous les cantons de l'ancien arrondissement.
| Candidats      | Candidats        | Étiquette                   | Premier tour | Premier tour | Deuxième tour | Deuxième tour |
| Candidats      | Candidats        | Étiquette                   | Voix         | %            | Voix          | %             |
| -------------- | ---------------- | --------------------------- | ------------ | ------------ | ------------- | ------------- |
|                | Marcel Rupied    | Répub. nat-Action française | 7 700        | 49,04        | 7 473         | 46,66         |
|                | Robert Bellanger | Répub. de gauche            | 7 446        | 47,42        | 8 518         | 53,18         |
|                | Joseph Ribot     | SFIO                        | 442          | 2,82         |               |               |
|                | Eugène Le Moign  | PC-SFIC                     | 145          | 0,92         | 26            | 0,16          |
|                |                  |                             |              |              |               |               |
| Inscrits       | Inscrits         | Inscrits                    | 17 814       | 100,00       | 17 814        | 100,00        |
| Votants        | Votants          | Votants                     | 16 010       | 89,87        | 16 132        | 90,56         |
| Abstention     | Abstention       | Abstention                  | 1 804        | 10,13        | 1 682         | 9,44          |
| Blancs et nuls | Blancs et nuls   | Blancs et nuls              | 307          | 1,92         | 115           | 0,71          |
| Exprimés       | Exprimés         | Exprimés                    | 15 703       | 98,08        | 16 017        | 99,29         |

## Députés élus
| Députés | Députés           | Parti                                 | Fonctions lors de l'élection en 1928 |
| ------- | ----------------- | ------------------------------------- | --- |
|         | Charles Guernier  | Gauche radicale-All. Dèm.             | Ancien sous-secrétaire (1914), ancien député (1906-1924), ancien président du Conseil Général (1921-1924). Conseiller général de Cancale. Avocat, Professeur de Droit à l'Université de Lille. |
|         | Guy La Chambre    | Répub. de gauche-Ind. gauche          | Pas d'autres mandats. Ancien Avocat, ancien sous-chel de cabinet d'Aristide Briand (1921-1922).                                                                                                |
|         | Alphonse Barbot   | Répub. de gauche                      | Pas d'autres mandats. Mécanicien à Romillé. |
|         | Robert Bellanger  | Répub. de gauche                      | Pas d'autres mandats. Industriel à Paris. |
|         | François Guérault | Répub. de gauche                      | Conseiller général de Châteaugiron. Conservateur du musée de Vitré, Antiquaire, Propriétaire agricole.                                                                                         |
|         | Étienne Pinault   | Répub. nat-PDP                        | Ancien député (1906-1910), conseiller général de Rennes-Nord-Ouest, maire de Pacé. Propriétaire agricole, ancien attaché au Ministère de la Justice.                                           |
|         | Alexandre Lefas * | Répub. nat                            | Président du Conseil Général, conseiller de Saint-Aubin-du-Cormier. Avocat, Professeur de Droit à l'Université de Lille, Propriétaire agricole.                                                |
|         | Georges Bret *    | Républicain national-Action française | Conseiller général du Sel-de-Bretagne. Docteur en Droit, Propriétaire agricole. |